# Tus Airways
Tus Airways est une compagnie aérienne chypriote créée en juin 2015 et basée à l’aéroport international de Larnaca. Elle exploite une flotte d’Airbus A320 et assure des vols vers 17 destinations en Europe et Moyen-Orient.

## Histoire
Tus Airways a été créé en juin 2015 par des investisseurs européens et américains,. Ce fut la première compagnie aérienne chypriote à être fondée après la disparition de l’ancienne compagnie nationale Cyprus Airways en 2015.
Tus Airways a commencé ses vols le 14 février 2016 avec un Saab 340B opérant entre Larnaca et Tel Aviv. En juillet 2016, la compagnie reçut son premier Saab 2000 lui permettant d’accroître la capacité de ses vols. En juin 2017, la compagnie acquit ses premiers biréacteurs avec deux Fokker 100. Par la suite, elle se procura cinq Fokker 70, portant à 7 le nombre de ses avions.
En septembre 2019, plusieurs rapports indiquèrent la fermeture de compagnie mais furent démentis par l’ancien directeur général Andrew Pyne qui assura que la compagnie « ne va pas fermer, mais va changer ». Il fut par la suite confirmé que le nom de Tus Airways perdurerait et que la compagnie reprendrait ses opérations à l’été 2020.
À la suite de la pandémie de coronavirus, ces plans furent repoussés à une date ultérieure.
En Février 2021, le premier Airbus A320, symbole du "Nouveau Tus Air", rejoint sa base de l'aéroport international de Larnaca, il fut rejoint assez rapidement par 3 autres A320 entre le 25 Juin 2021 et le 3 Mai 2022.
La compagnie opère désormais 3 Airbus A320 et vole vers 17 destinations, parmi lesquelles 5 sont saisonnières.

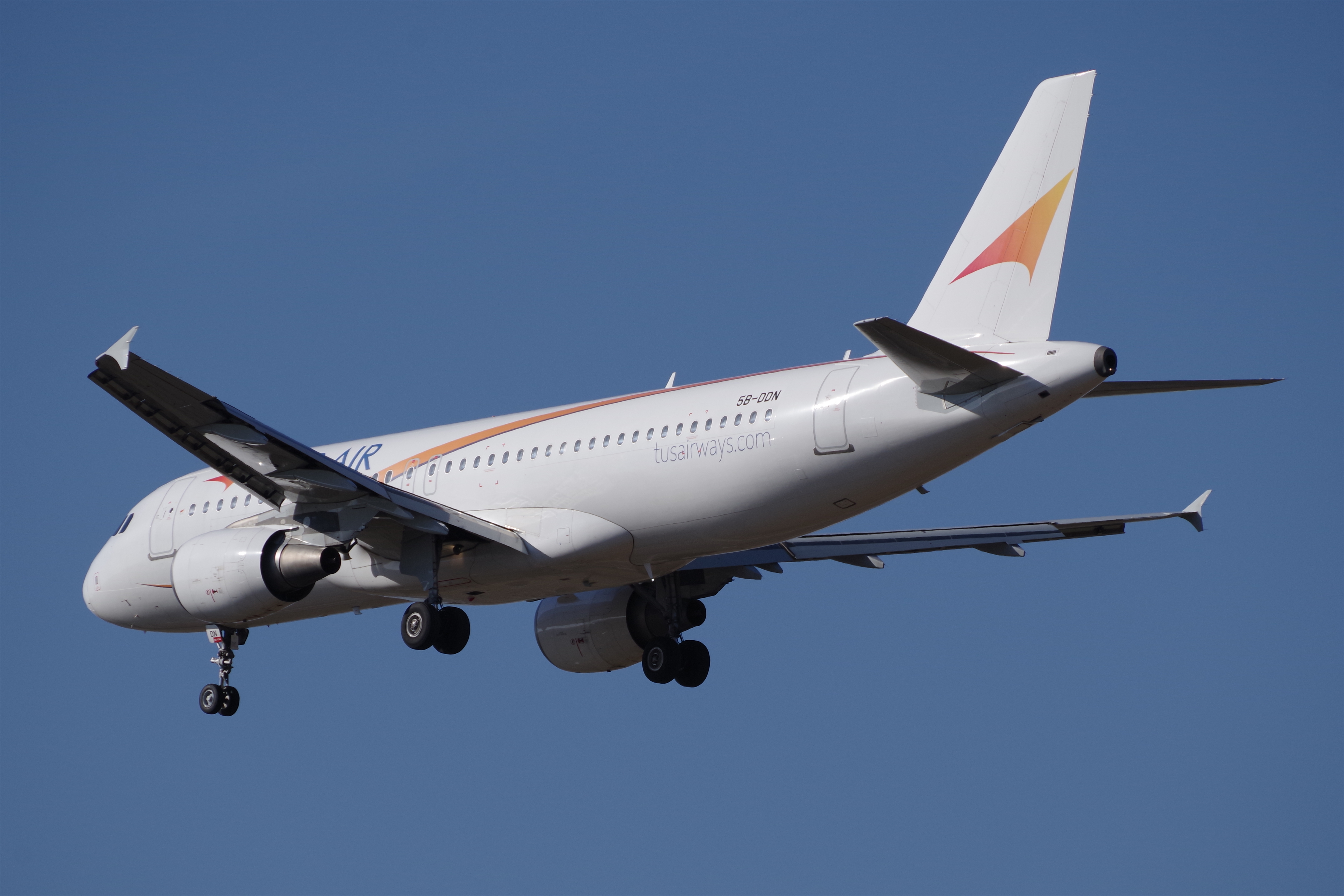
5B-DDN, l’un des trois Airbus A320-200 opérés par TUS Airways

## Destinations
En février 2022, Tus Airways opère notamment plusieurs vols hebdomadaires entre Larnaca et Tel Aviv.
| Pays      | Ville           | Aéroport                                               | Notes                             | Remarques |
| --------- | --------------- | ------------------------------------------------------ | --------------------------------- | --------- |
| Allemagne | Düsseldorf      | Aéroport international de Düsseldorf                   | Saisonnier                        |           |
| Chypre    | Larnaca         | Aéroport international de Larnaca                      | Hub                               |           |
| Chypre    | Paphos          | Aéroport international de Paphos                       |                                   |           |
| France    | Toulouse        | Aéroport de Toulouse-Blagnac                           | Saisonnier Début le 12 avril 2022 | [ 5 ]     |
| France    | Paris           | Aéroport de Paris-Charles-de-Gaulle                    |                                   |           |
| France    | Lyon            | Aéroport de Lyon Saint-Exupéry                         |                                   |           |
| France    | Strasbourg      | Aéroport de Strasbourg-Entzheim                        |                                   |           |
| Grèce     | Athènes         | Aéroport international d'Athènes Elefthérios-Venizélos |                                   |           |
| Grèce     | Kalamata        | Aéroport de Kalamata                                   | Saisonnier                        |           |
| Grèce     | Préveza/Leucade | Aéroport d'Aktion                                      | Saisonnier                        |           |
| Grèce     | Skiáthos        | Aéroport international de Skiathos                     | Saisonnier                        |           |
| Grèce     | Kefalonia       | Aéroport international de Kefalonia                    |                                   |           |
| Grèce     | Héraklion       | Aéroport international de Héraklion                    |                                   |           |
| Grèce     | Kos             | Aéroport international de l'île de Kos                 |                                   |           |
| Grèce     | Rhodes          | Aéroport international de Rhodes                       |                                   |           |
| Grèce     | Corfou          | Aéroport international de Corfou                       |                                   |           |
| Israël    | Tel Aviv        | Aéroport international de Tel Aviv-David Ben Gourion   |                                   |           |

## Flotte

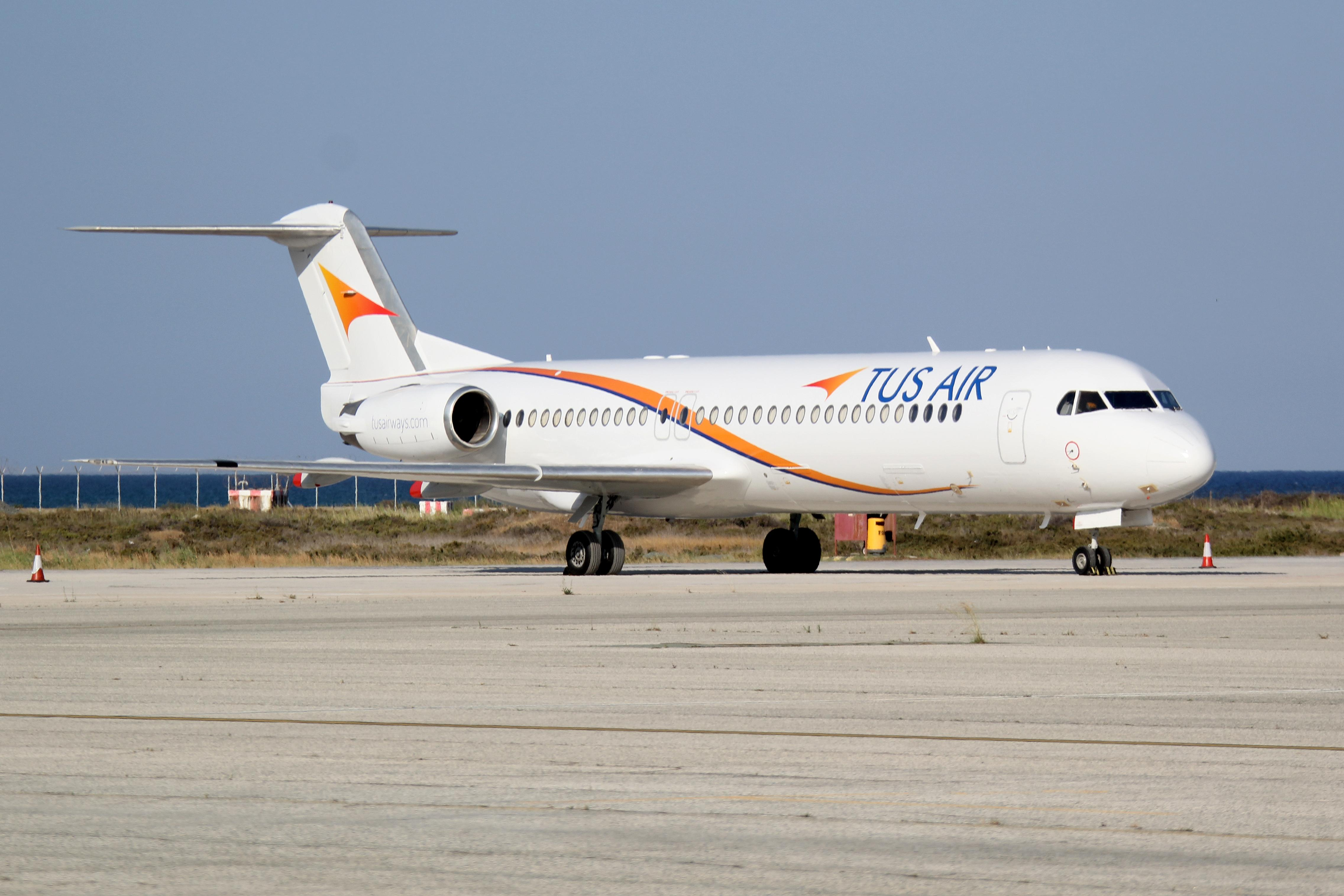
Un Fokker 100 anciennement opéré par Tus Airways.

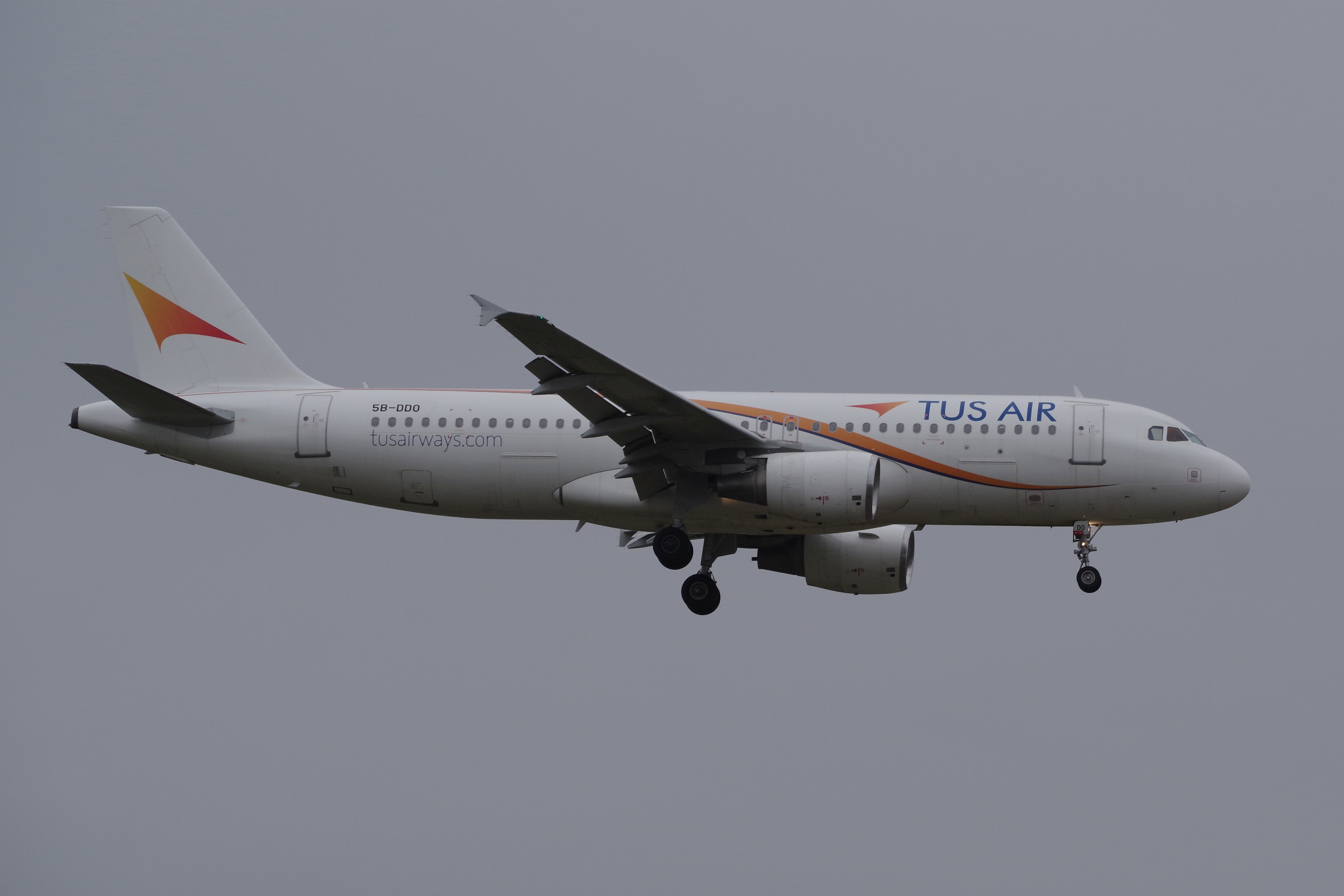
Airbus A320 de Tus Airways

### Flotte actuelle
En avril 2025, la flotte de Tus Airways se compose des avions suivants,:

### Flotte historique
Par la passé, Tus Airways a exploité les appareils suivants : 

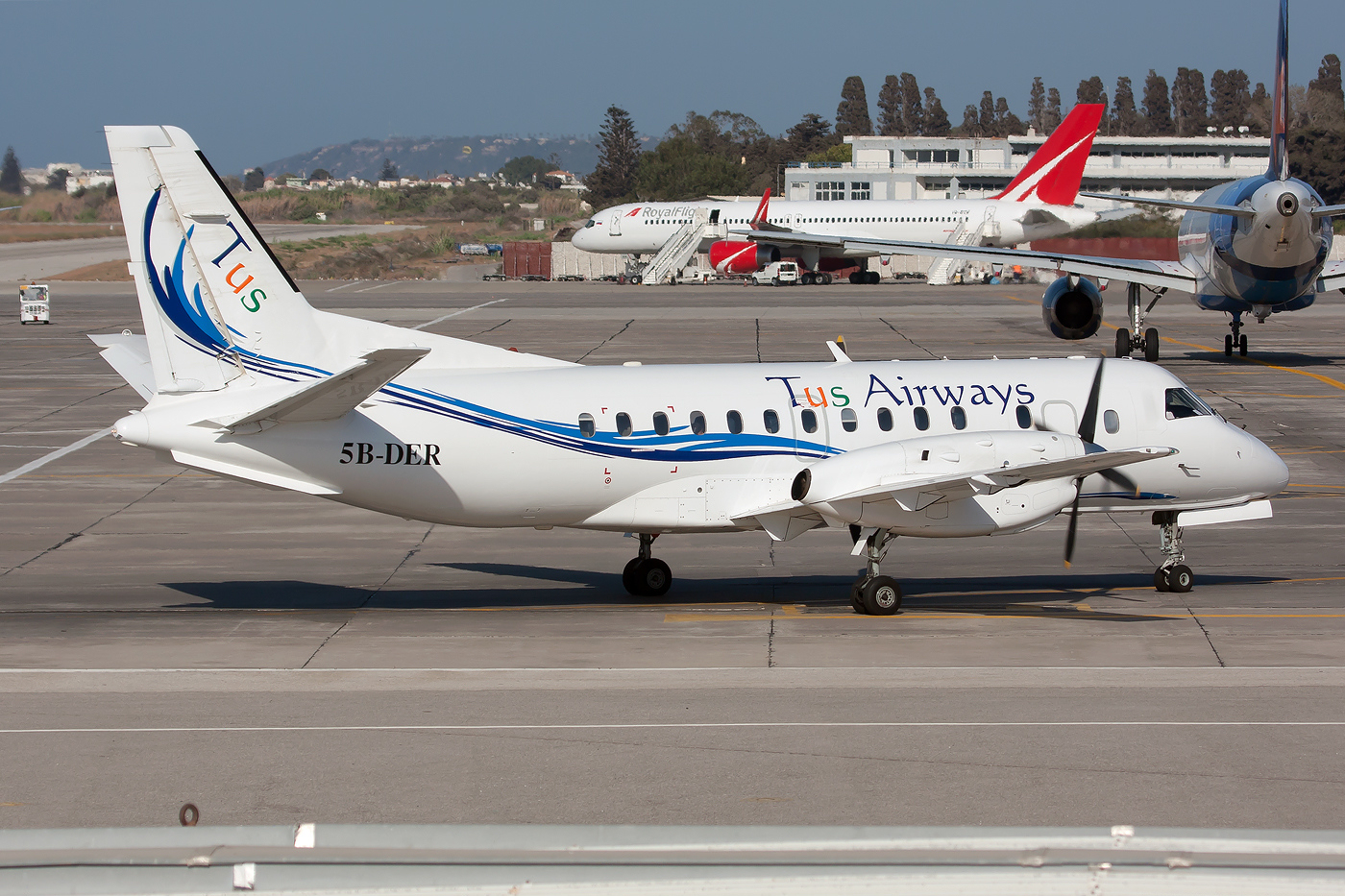
Un ancien Saab 340 à l’aéroport de Rhodes, en Grèce

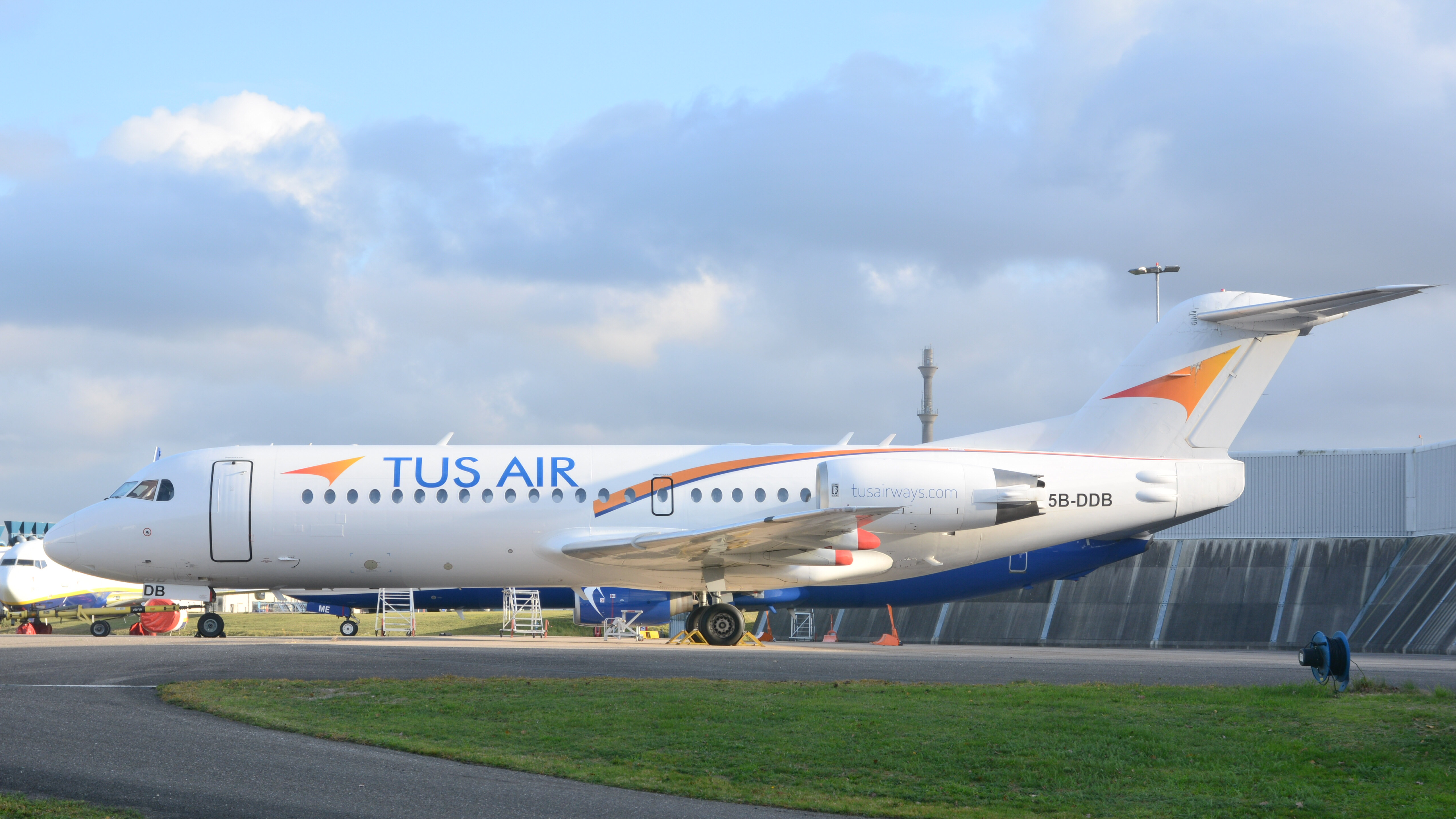
Un Fokker 70 en 2018

- 5 Fokker 70
- 2 Fokker 100
- 2 Saab 340
- 3 Saab 2000